# 八幡町立小那比小学校野々倉分校
八幡町立小那比小学校野々倉分校（はちまんちょうりつ おなびしょうがっこう　ののくらぶんこう）は、かつて岐阜県郡上郡八幡町（現・郡上市）に存在した公立小学校の分校。

## 概要
- 八幡町立小那比小学校の分校であり、八幡町野々倉（旧・西和良村野々倉。現・郡上市八幡町野々倉。）が校区であった。1972年廃校[1]。
- 校舎は2018年時点では現存し、野々倉集会所として投票所などに使用されている[2]。

## 沿革
- 1873年（明治6年） - 洲河村の洲河義校[注釈 2]の教員が野々倉村の民家で出張授業を開始。
- 1880年（明治13年） - 洲河学校野々倉分教場を設置。
- 1893年（明治26年）4月 - 独立し、野々倉尋常小学校に改称する。
- 1897年（明治30年） - 美山村、入間村、洲河村、野々倉村、小那比村が合併し、西和良村が発足。
- 1908年（明治41年）4月 - 小那比尋常小学校以外の西和良村の尋常小学校が統合され、西和良尋常小学校となる。野々倉尋常小学校は西和良尋常小学校野々倉分教場となる。
- 1910年（明治43年）
  - 4月 -　野々倉地区の児童のうち、尋常科1～4年生は西和良尋常小学校野々倉分教場へ、5・6年生は小那比尋常高等小学校への通学となる。
  - 12月 - 野々倉分教場が西和良尋常小学校から小那比尋常高等小学校に移る。野々倉地区の児童は全員小那比尋常高等小学校野々倉分教場に通学する。
- 1941年（昭和16年）4月1日 - 小那比国民学校野々倉分教場に改称する。
- 1947年（昭和22年）4月1日 - 西和良村立小那比小学校野々倉分校に改称する。
- 1953年（昭和28年）
  - 1月 - 校舎が積雪により倒壊。
  - 8月 - 校舎を新築する。
- 1972年（昭和47年）3月31日 - 廃止。

## その他
- 野々倉地区は、郡上市発足後に校区の変更が行われ、2005年4月に相生小学校校区から三城小学校校区となった[3]。